# Léon Hannotte
Léon Gérard Pierre Matthieu Ghislain Hannotte (Dison, 21 maart 1922 - Thines, 21 februari 1978) was een Belgisch politicus en minister voor de PLP.

## Levensloop
Hannotte promoveerde tot doctor in de rechten aan de Katholieke Universiteit Leuven. Hij werd ambtenaar in Belgisch-Congo, en na zijn terugkeer naar België advocaat. Hij behoorde in 1960 tot de stichters van de Parti social indépendant, om na korte tijd over te stappen naar de PLP.
Van 1965 tot aan zijn dood in 1978 zetelde hij voor het arrondissement Bergen in de Kamer van volksvertegenwoordigers. Hij werd voorzitter van de PLP-fractie in de Kamer.
Van januari tot oktober 1973 was Hannotte minister van Middenstand in de kortstondige Regering-Leburton, maar kampte toen al met gezondheidsproblemen. Hij werd opnieuw minister met dezelfde portefeuille van 31 augustus 1976 tot 3 juni 1977, in de Regering-Tindemans II en de Regering-Tindemans III.
Hij was ook algemeen afgevaardigde van de AFAC (Association des Fonctionnaires et Agents de la Colonie).